# Suva
Suva é a capital, cidade mais populosa e principal centro cultural e turístico das ilhas Fiji. A cidade está localizada na costa sudeste da ilha de Viti Levu, na província de Rewa, divisão de Fiji Central, de que também é o centro administrativo. Suva é uma das únicas metrópoles do Pacífico Sul. Em 1877, foi decidido que Suva seria a capital do país, quando a geografia do antigo assentamento europeu em Lavuka — na ilha de Ovalau — mostrou-se restritivo. A administração da colônia mudou-se para Suva em 1882. No censo de 1996 a ilha de Suva tinha uma população de 93 mil habitantes. Incluindo as cidades do subúrbio, a área urbana de Grande Suva aglomera 167 975 habitantes.

## História
A cidade foi, nos primórdios, uma aldeia, que desde então já era chamada de Suva. O local onde estava localizada a aldeia original é onde hoje encontra-se o Jardim Botânico Thurston Gardens. A aldeia foi invadida e incendiada pelo povo Rewa no dia 6 de abril de 1843, mas mais tarde foi reconstruída. Quando a área foi colonizada por europeus, a sede da aldeia foi transferida para Korovou.
Em 1850, o chefe bauano Epenisa Seru Cakobau proclamou-se rei das Fiji, com o apoio do rei George, de Tonga. Em 1868, Epenisa Seru Cakobau vendeu 5 000 km² de terras para a Companhia Polinésia, dos quais 575 km² pertenciam à então aldeia de Suva. A venda realizada à empresa australiana tinha o objectivo de sanar as dívidas feitas com os Estados Unidos. A Companhia Polinésia tinha por objetivo criar uma indústria de algodão no terreno adquirido, mas o clima da região impediu tal projeto.
Após as ilhas passarem para o controle do Reino Unido, em 1874, com o estatuto de colônia, as autoridades coloniais decidiram mudar a capital fijiana de Levuka para Suva, em 1877. A transição foi oficializada cinco anos depois, em 1882. O Coronel F. E. Pratt, dos Royal Engineers (Corpo de Engenheiros Reais), foi nomeado superintendente-geral em 1875 e recebeu a responsabilidade de projetar a nova capital, recebendo a assistência de W. Stephens e o Coronel R. W. Stewart. O Coronel F. E. Pratt planejava estabelecer uma cidade entre os rios Tamavua e Korovou, mas isso não ocorreu. Em agosto de 1880, já na nova capital, as autoridades coloniais realizaram vendas de terrenos públicos, atraindo principalmente potenciais compradores da Austrália. Pouco depois, o trabalho começou na construção de estradas e edifícios públicos em Suva, e em agosto de 1882, o governador e sua equipe mudaram-se para Suva, a nova capital.
No seguimennto da promulgação do Decreto de Constituição Municipal de 1909, Suva adquiriu estatuto de município em 1910. A vila tinha inicialmente cerca de 1 mi², fronteiras que se mantiveram intactas até 1952, quando os bairros de Muanikau e Samabula lhe foram anexados, expandindo o seu território para 13 mi². Em outubro desse ano, Suva foi proclamada cidade — a primeira das ilhas Fiji. Tamavua foi subsequentemente anexada, sendo que a mais recente expansão da cidade ocorreu com a incorporação da área de Cunningham ao norte. O crescimento urbano descontrolado resultou no surgimento de subúrbios fora dos limites citadinos. Junto com a cidade, formam a área metropolitana conhecida por Área da Grande Suva.
A cidade foi sede dos Jogos do Pacífico Sul de 2003, facto que, nos 40 anos da competição, aconteceu pela terceira vez na história de Suva. Associado ao evento, foram construídos um ginásio e centro de desporto indoor, piscina, estádio, campo de hóquei e bancadas na área de Suva. Este projeto foi financiado pelo governo e por um pacote de ajuda da República Popular da China no valor de 16 milhões de dólares dos Estados Unidos.

## Política
Suva tem status de município, sendo governada por um prefeito e um Conselho Administrativo. O Conselho Municipal é o corpo legislativo municipal da cidade de Suva. É composto por 20 conselheiros, eleitos para mandatos de três anos a partir de quatro multi-membros constituintes chamados de alas. Os conselheiros, eleitos pelo voto popular, elegem um prefeito e um vice-prefeito entre os seus próprios membros. O prefeito e vice-prefeito servem um mandato de um ano e é permitida a reeleição.

### Relações internacionais
- Beihai, Quancim, República Popular da China
- Taipé, Taiuã (República da China)
- Brighton, Tasmânia, Austrália